# Fenyvessy Éva
Fenyvessy Éva (Zombor, 1911. október 31. – Budapest, 2009. július 22.) magyar színésznő.
Richter László első felesége, aki Richter Gedeon fia. Korabeli hírek szerint az apa és neje ellenezte a házasságot, amit aztán felbontottak az apa kártérítéséért cserébe.[forrás?]

## Pályája
Gyermekszínészként Pécsett kezdett el színpadon játszani az 1920-as években. 1930-ban végzett Rákosi Szidi színiiskolájában. 1930-tól 1933-ig a Király Színház tagja volt, 1933 és 1950 között szerepekre szerződött a Magyar Színházhoz és az Andrássy úti Színházhoz. 1950-től 1969-ig a Fővárosi Operettszínház tagja volt. 1969-ben nyugdíjazták, de még 1979-ig fellépett. Sírja a Farkasréti temetőben található.

## Színpadi szerepek
- Erdélyi Mihály: Fehérvári huszárok... Hárfa Dodó
- Békeffy István–Stella Adorján: Janika... Betty
- Offenbach: Orfeusz az alvilágban... Luna
- George Bernard Shaw–Frederick Loewe: My Fair Lady... Mrs. Eynsford-Hill
- Franz von Suppé: Boccaccio... Hercegnő
- Lehár Ferenc: A mosoly országa... Hardegg bárónő
- Mándy Iván: Mélyvíz... Első úrhölgy
- Barabás Tibor–Gádor Béla: Állami áruház... Novákné
- Puskin: Álruhás kisasszony... Natalia Pavlovna
- Tóth Miklós: Köztünk maradjon... Bertus
- Lehár Ferenc: Luxemburg grófja... Fleury
- Huszka Jenő: Szabadság, szerelem... Széplelkiné

## Filmjei
- Hyppolit, a lakáj (1931)
- Ida regénye (1934)
- Rotschild leánya (1934)
- Barátságos arcot kérek (1936)
- Családi pótlék (1937)
- Erzsébet királyné (1940)
- Magyar sasok (1944)

## Díjai
- A Magyar Köztársasági Érdemrend lovagkeresztje (2001)